# She's a Lady
"She's a Lady" foi o segundo single do álbum Underdog Alma Mater da banda americana Forever The Sickest Kids. Foi lançado em 14 de julho de 2008 como um single promocional no Reino Unido, enquanto faziam sua turnê pelo país. Ele também está sendo vendido como uma edição limitada em 7" picture disc. Tambem foi escolhido para ser seu próximo single a ser lançado no Estados Unidos, depois que ganhou de "Hey Bretanha" e "Believe Me Im Lying" em uma votação que eles tinham em seu site.

## Faixas
| Radio Edit |                                |                                                         |         |  |
| N.º        | Título                         | Compositor(es)                                          | Duração |  |
| 1.         | "She's a Lady" (UK Radio Edit) | Austin Bello, Caleb Turman, Jonathan Cook, Marc Stewart | 3:42    |  |

| iTunes Single |                                |         |  |
| N.º           | Título                         | Duração |  |
| 1.            | "She's a Lady" (Album Version) | 4:05    |  |
| 2.            | "Give and Take" (Remix)        | 2:21    |  |

Picture Disc
| Lado A |                                |         |  |
| N.º    | Título                         | Duração |  |
| 1.     | "She's a Lady" (Album Version) | 4:05    |  |

| Lado B |                         |         |  |
| N.º    | Título                  | Duração |  |
| 2.     | "Give and Take" (Remix) | 2:21    |  |